# Erny Brenner
Erny Brenner   (Dudelange, 13 de setembre de 1931 - Esch-sur-Alzette, 9 de juliol de 2016) fou un futbolista luxemburguès de la dècada de 1950.
Fou 14 cops internacional amb la selecció luxemburguesa. Pel que fa a clubs, defensà els colors d'Stade Dudelange.